# Union du centre droit
L'Union du centre droit (en lituanien : Centro dešinės sąjungą, CDS), anciennement Liberté et justice (en lituanien : Laisvė ir Teisingumas, abrégé en LT), est un parti politique libéral-conservateur lituanien.

## Histoire
Le parti est fondé le 12 juillet 2014 par la fusion de l'Union libérale et du centre (LiCS) avec YES,,. Le chef de YES, Artūras Zuokas, devient le chef du parti nouvellement formé.
Lors des élections municipales lituaniennes de 2015, le parti remporte 4,91 % des voix. Le parti enregistre son meilleur score dans le nord-est de la Lituanie. Lors des élections législatives de 2016, le parti remporte 2,16 % des voix.
Le parti fusionne en 2020 avec Ordre et justice de Remigijus Žemaitaitis. Il change de nom en mai 2025, pour devenir l'Union du centre droit. 

## Idéologie
Le parti a un profil libéral-conservateur, de centre droit. Il soutient à la fois l'Union européenne et l'OTAN. Le parti est favorable à l'autorisation des unions civiles pour les couples homosexuels. À la suite de sa fusion avec Ordre et justice en 2020, le parti adopte une position plus eurosceptique sur l'intégration de la Lituanie dans l'Union européenne. En 2025, Europe Elects considère le parti comme « plutôt en faveur de l'intégration européenne ».